# Olivier Föllmi

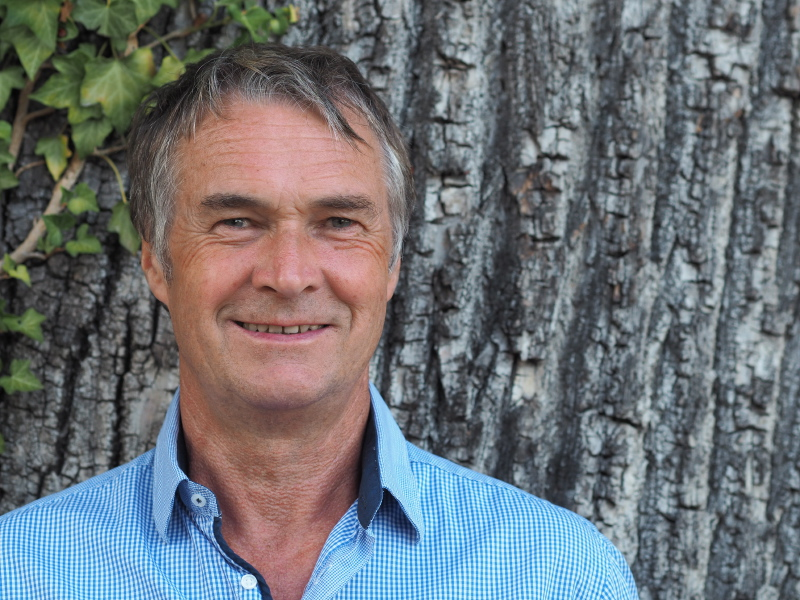
Olivier Föllmi.

Olivier Föllmi, född 1958, är en fransk fotograf som har fotograferat och rest runt i Himalaya i över 20 år. Föllmi och hans fru Danielle har gjort många fotoböcker efter sina resor i området. Paret startade sin familj genom att adoptera två tibetanska barn. De har även startat en hjälporganisation i Himalaya kallad "HOPE". 